# Martín Montoya
Martín Montoya Torralbo (* 14. April 1991 in Gavà) ist ein spanischer Fußballspieler auf der Position eines rechten Außenverteidigers. Es steht aktuell bei Aris Thessaloniki unter Vertrag.

## Karriere

### Verein
Im Alter von neun Jahren kam Montoya zur La Masia. In der Ausbildungsstätte des FC Barcelona stieg er von Jahr zu Jahr in verschiedene höherklassige Jugendmannschaften auf. Mit der A-Jugend des FC Barcelona erreichte in der Saison 2007/08 das Finale der Copa del Rey Juvenil, dem spanischen Pokal für die Junioren, und unterlag mit seinem Team dem FC Sevilla mit 0:2. In der Saison 2008/09 spielte er einmal für FC Barcelona B, mit dem er im darauffolgenden Jahr den Aufstieg in die Segunda División feiern konnte. In jener Saison bestritt er rund die Hälfte der Ligaspiele von Beginn an und zählte auch in der Saison 2010/11 zum Stammpersonal.
Am 26. Februar 2011 lief Montoya beim Ligaspiel gegen RCD Mallorca erstmals für die erste Mannschaft auf. Beim Stand von 3:0 für seine Mannschaft wurde er fünf Minuten vor Spielende für Adriano eingewechselt.
Ende 2011 verlängerte Montoya seinen Vertrag bei Barcelona bis zum Jahre 2014. Seit der Saison 2012/13 steht Montoya fest im Kader der ersten Mannschaft. Dort konnte er sich allerdings nicht gegen Dani Alves durchsetzen.
Zur Saison 2015/16 wechselte Montoya auf Leihbasis mit Kaufoption in die italienische Serie A zu Inter Mailand. Nachdem er dort aber kaum zum Einsatz gekommen war, wurde er im Februar 2016 bis zum Ende der Saison 2015/16 an Betis Sevilla weiterverliehen. Dort kam er bis zum Saisonende auf 13 Ligaeinsätze.
Vor der Saison 2016/17 wurde Montoya nach seiner Rückkehr nach Barcelona von Trainer Luis Enrique aussortiert. Daraufhin löste er am 1. August seinen Vertrag auf und schloss sich dem FC Valencia an, bei dem er einen bis zum 30. Juni 2020 datierten Vierjahresvertrag erhielt.
Im August 2018 wechselte Montoya nach England zu Brighton & Hove Albion. In England spielte der Spanier insgesamt 2 Jahre und absolvierte 52 Spiele für die Seagulls.
Im Sommer 2020 verpflichtete Real Betis den Rechtsverteidiger, welcher dort einen Vertrag bis 2024 unterschrieb.

### Nationalmannschaft
Mit der spanischen U-17-Nationalmannschaft wurde er 2008 bei der EM in der Türkei Europameister. Zwei Jahre später war er kurz davor, diesen Triumph mit der U-19-Auswahl bei der EM in Frankreich zu wiederholen, scheiterte mit Spanien jedoch im Finale an Gastgeber Frankreich mit 1:2. Bei diesem Turnier spielte er die meiste Zeit in einem Team mit einigen seiner Barça-Kollegen, wie Marc Bartra, Carles Planas, Oriol Romeu oder Thiago. 2011 gewann er mit der U-21-Auswahl die EM in Dänemark. Dabei gehörte er in allen fünf Spielen der Startformation an.
Am 25. August 2011 wurde er als Spieler der B-Mannschaft von Barcelona erstmals für die Spiele gegen Chile und Liechtenstein in den Kader der A-Nationalmannschaft berufen.

## Erfolge
Verein
- Aufstieg in die Segunda División: 2010
- Champions-League-Sieger: 2011, 2015
- UEFA Super Cup: 2011
- Spanischer Pokal-Sieger: 2012, 2015
- Spanischer Meister: 2013, 2015

Nationalmannschaft
- U-17-Europameister: 2008
- U-19-Vize-Europameister: 2010
- U-21-Europameister: 2011, 2013